# Mistrzostwa Europy w Piłce Siatkowej Kobiet 1951
III Mistrzostwa Europy w piłce siatkowej kobiet 1951 odbyły się we Francji między 15 a 21 września 1951 roku. Mecze rozgrywane były w Paryżu.
Tytuł sprzed roku broniła reprezentacja Związku Radzieckiego, która ponownie wywalczyła mistrzostwo.

## System rozgrywek
W turnieju wzięło udział 6 drużyn, które zostały podzielone na dwie grupy. Dwa pierwsze zespoły awansowały do grupy finałowej, której zwycięzca zdobywał mistrzostwo. Ostatnie zespoły z grup eliminacyjnych zagrały ze sobą o 5. miejsce. 

## Faza kwalifikacyjna

### Grupa A
Tabela
| Lp. | Drużyna  | Pkt | Mecze | Mecze | Mecze | Sety | Sety | Sety  | Małe punkty | Małe punkty | Małe punkty |
| Lp. | Drużyna  | Pkt | M     | W     | P     | wyg. | prz. | ratio | zdob.       | str.        | ratio       |
| --- | -------- | --- | ----- | ----- | ----- | ---- | ---- | ----- | ----------- | ----------- | ----------- |
| 1   | ZSRR     | 4   | 2     | 2     | 0     | 6    | 0    | MAX   | 90          | 25          | 3.600       |
| 2   | Francja  | 3   | 2     | 1     | 1     | 3    | 3    | 1.000 | 54          | 67          | 0.806       |
| 3   | Holandia | 2   | 2     | 0     | 2     | 0    | 6    | 0.000 | 38          | 90          | 0.422       |

Wyniki
| 15 września 1951 - Paryż |

|  | Francja | 3:0(15:5, 15:6, 15:11) | Holandia |  |
|  |         | 3:0(15:5, 15:6, 15:11) |          |  |

| 16 września 1951 - Paryż |

|  | ZSRR | 3:0(15:4, 15:3, 15:9) | Holandia |  |
|  |      | 3:0(15:4, 15:3, 15:9) |          |  |

| 17 września 1951 - Paryż |

|  | ZSRR | 3:0(15:5, 15:1, 15:3) | Francja |  |
|  |      | 3:0(15:5, 15:1, 15:3) |         |  |

### Grupa B
Tabela
| Lp. | Drużyna    | Pkt | Mecze | Mecze | Mecze | Sety | Sety | Sety  | Małe punkty | Małe punkty | Małe punkty |
| Lp. | Drużyna    | Pkt | M     | W     | P     | wyg. | prz. | ratio | zdob.       | str.        | ratio       |
| --- | ---------- | --- | ----- | ----- | ----- | ---- | ---- | ----- | ----------- | ----------- | ----------- |
| 1   | Polska     | 4   | 2     | 2     | 0     | 6    | 1    | 6.000 | 103         | 51          | 2.020       |
| 2   | Jugosławia | 3   | 2     | 1     | 1     | 4    | 3    | 1.333 | 87          | 76          | 1.145       |
| 3   | Włochy     | 2   | 2     | 0     | 2     | 0    | 6    | 0.000 | 27          | 90          | 0.300       |

Wyniki
| 15 września 1951 - Paryż |

|  | Polska | 3:1(13:15, 15:12, 15:5, 15:10) | Jugosławia |  |
|  |        | 3:1(13:15, 15:12, 15:5, 15:10) |            |  |

| 16 września 1951 - Paryż |

|  | Polska | 3:0(15:5, 15:1, 15:3) | Włochy |  |
|  |        | 3:0(15:5, 15:1, 15:3) |        |  |

| 17 września 1951 - Paryż |

|  | Jugosławia | 3:0(15:0, 15:7, 15:11) | Włochy |  |
|  |            | 3:0(15:0, 15:7, 15:11) |        |  |

## Mecz o 5. miejsce
| 18 września 1951 - Paryż |

|  | Holandia | 3:2(15:5, 1:15, 15:10, 12:15, 15:6) | Włochy |  |
|  |          | 3:2(15:5, 1:15, 15:10, 12:15, 15:6) |        |  |

## Grupa finałowa
Tabela
| Lp. | Drużyna    | Pkt | Mecze | Mecze | Mecze | Sety | Sety | Sety  | Małe punkty | Małe punkty | Małe punkty |
| Lp. | Drużyna    | Pkt | M     | W     | P     | wyg. | prz. | ratio | zdob.       | str.        | ratio       |
| --- | ---------- | --- | ----- | ----- | ----- | ---- | ---- | ----- | ----------- | ----------- | ----------- |
| 1   | ZSRR       | 6   | 3     | 3     | 0     | 9    | 0    | MAX   | 135         | 33          | 4.091       |
| 2   | Polska     | 5   | 3     | 2     | 1     | 6    | 3    | 2.000 | 114         | 107         | 1.065       |
| 3   | Jugosławia | 4   | 3     | 1     | 2     | 3    | 6    | 0.500 | 85          | 123         | 0.691       |
| 4   | Francja    | 3   | 3     | 0     | 3     | 0    | 9    | 0.000 | 66          | 137         | 0.482       |

Wyniki
| 18 września 1951 - Paryż |

|  | Jugosławia | 0:3(1:15, 4:15, 0:15) | ZSRR |  |
|  |            | 0:3(1:15, 4:15, 0:15) |      |  |

| 19 września 1951 - Paryż |

|  | Jugosławia | 0:3(15:17, 9:15, 9:15) | Polska |  |
|  |            | 0:3(15:17, 9:15, 9:15) |        |  |

| 20 września 1951 - Paryż |

|  | ZSRR | 3:0(15:2, 15:1, 15:3) | Francja |  |
|  |      | 3:0(15:2, 15:1, 15:3) |         |  |

| 21 września 1951 - Paryż |

|  | Jugosławia | 3:0(15:8, 15:8, 17:15) | Francja |  |
|  |            | 3:0(15:8, 15:8, 17:15) |         |  |

|  | ZSRR | 3:0(15:8, 15:3, 15:11) | Polska |  |
|  |      | 3:0(15:8, 15:3, 15:11) |        |  |

| 22 września 1951 - Paryż |

|  | Polska | 3:0(15:13, 15:12, 15:4) | Francja |  |
|  |        | 3:0(15:13, 15:12, 15:4) |         |  |

## Klasyfikacja końcowa
| Miejsce | Reprezentacja |
| ------- | ------------- |
| złoto   | ZSRR          |
| srebro  | Polska        |
| brąz    | Jugosławia    |
| 4.      | Francja       |
| 5.      | Holandia      |
| 6.      | Włochy        |